# Hervé Domingue
Hervé Domingue est un comédien, chanteur et auteur français né à Marseille. Il a débuté sur la scène des Folies Bergère à Paris à l'âge de 19 ans. Il est atteint de rétinite pigmentaire. Une maladie dégénérative de la vue qui lui a été diagnostiquée en 2014.

## Biographie

### Spectacles de Roger Louret

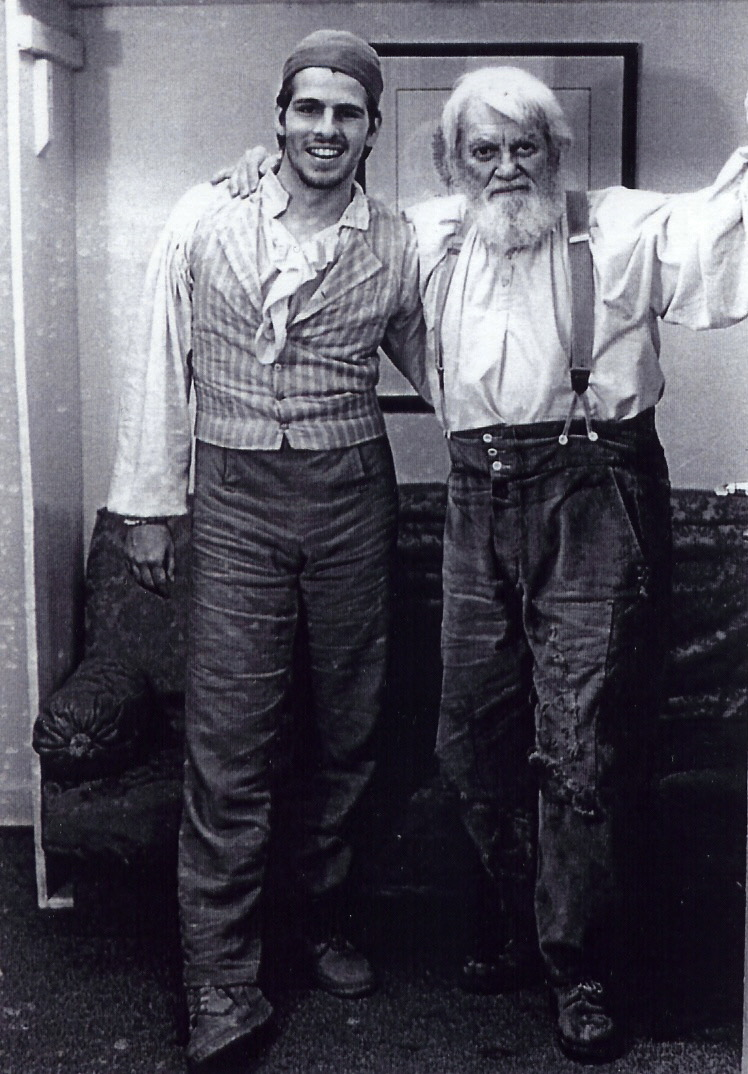
Jean Marais et Hervé Domingue dans les coulisses des Folies Bergère avant une représentation de "L'Arlésienne"

Tout juste âgé de 19 ans il part en week-end à Paris avec un ami et lors d’un karaoké, le metteur en scène Roger Louret le repère et lui propose de venir passer une audition le lendemain aux Folies Bergère. Il s’y présente, interprète  une chanson et est engagé pour une émission de télé qui vient juste de commencer sur TF1 : Les années tubes . On le retrouve dans ce programme tous les mois durant cinq ans et chante avec des artistes prestigieux tels que Céline Dion, Whitney Houston, Phil Collins…Après avoir passé une autre audition devant le même metteur en scène, il intègre aux Folies Bergère le spectacle musical « les Z’années Zazous » et ensuite « Les années Twist » (Molière du meilleur spectacle musical). Aux Folies Bergère, il a la chance de jouer dans la dernière pièce de Jean Marais aux côtés de Bernadette Lafont: « L ‘Arlésienne ». Il retrouve de nouveau ce théâtre pour « La fièvre des années 80 » et pour « La java des mémoires ». Il joue également d’autres créations et mises en scène de Roger Louret telles que «Les cancans de la butte», « Les demoiselles de l’été », « Opéras légers », « L’avare », « Les caprices de Marianne »,  « En cantos », « Les années Deauville » et « Au bonheur des tubes ».

### Premières chansons
Lors du spectacle musical "Mon homme"  au théâtre des variétés, il rencontre son pianiste Jean-Christophe Déjean avec qui il collabore sur quelques chansons. D’autres pointures du spectacle musical comme Thierry Boulanger, Patrick Laviosa et Germinal Ténas viennent également mettre ses textes en musique. Il commence une série de concerts qui le mène un peu partout en France,,,,.Il fait partie avec sa chanson « Derrière la porte » des dix finalistes du « Grand Prix Claude Lemesle » et se produit lors des Francofolies de la Rochelle.

### Scooby-Doo
Durant cinq ans, il est sur scène le « Fred » officiel de la version française « Scooby-Doo » dans deux spectacles différents :  « Scooby Doo et les pirates fantômes » et « Scooby-Doo et le mystère de la pyramide » dans une mise en scène de Rémy Caccia, Les spectacles se jouent à l’Olympia, aux Folies Bergère ainsi qu’en France et en Suisse.

### Auteur
Depuis quelques années, il prête sa plume pour de divers projets. Il écrit pour des artistes (Beehann ), pour des courts-métrage (Le bruit de nos silences ) ou encore pour le collectif des Funambules pour lequel il signe sur des musiques de Stéphane Corbin les textes de l'EP "En suspens" paru en avril 2020 afin de récolter des dons pour aider le personnel soignant,,,,,,,. Toujours avec Stéphane Corbin, il signe pour Les Funambules, les paroles de cinq chansons de l’album « Elles », sorti le 28 Janvier 2022, visant à lutter contre toutes les discriminations faites aux femmes, et interprété notamment par Anny Duperey.

### Album "Après l'éclipse"
Son album "Après l'éclipse" dont il a signé tous les textes sort le 24 février 2023. Un clip de sa chanson éponyme sort peu de temps après. On y retrouve la comédienne Anny Duperey ainsi que le comédien Edouard Collin.

### The Voice 2023
Avec la chanson " C'est beau la vie" de Jean Ferrat , il participe en 2023 aux auditions à l'aveugle du programme The Voice,,,,afin de se prouver qu'il peut encore monter sur scène mais également afin de faire passer un message d'espoir.

## Théâtre
- Scooby-Doo et le mystère de la pyramide (mise en scène de Rémy Caccia / Folies Bergère) : rôle de Fred
- Scooby-Doo et les Pirates fantômes (mise en scène de Rémy Caccia / Olympia) : rôle de Fred
- So Ugly It Hurts de Matthew Hurt (Tristan Bates Theatre, Londres)
- Eurydice de Jean Anouilh (mise en scène de Jack Garfein) : rôle d’Orphée
- Un jeune homme pressé d’Eugène Labiche (mise en scène de Philippe Candelon / théâtre d’Agen) : rôle de Dardard
- L'Avare de Molière (mise en scène de Roger Louret/ tournée en France) : rôle de Cléante
- L'Arlésienne d’Alphonse Daudet, avec Bernadette Lafont et  Jean Marais (mise en scène de Roger Louret / Folies Bergère)
- Les Caprices de Marianne d’Alfred de Musset (mise en scène de Roger Louret/ tournée en France) : rôle de Cœlio

## Spectacles musicaux
- Au bonheur des tubes (mise en scène de Roger Louret/ Grand Rex)
- Ces années-là (mise en scène de Roger Louret/ Théâtre du casino de Toulouse)
- Mon homme (mise en scène de Philippe Candelon/ Théâtre des Variétés)
- Elles (mise en scène de Roger Louret/ Théâtre du casino de Deauville)
- En Cantos (spectacle bilingue français-espagnol/ Biarritz)
- Les Années Deauville (mise en scène de Roger Louret/ Théâtre du casino de Deauville)
- Les Demoiselles de l'été (mise en scène de Roger Louret/ tournée en France)
- Opéras légers (mise en scène de Roger Louret/ tournée en France)
- La Java des mémoires (mise en scène de Roger Louret/ Folies Bergère)
- Les Cancans de la butte (mise en scène de Roger Louret/ tournée en France)
- La fièvre des années 80 (mise en scène de Roger Louret/ Folies Bergère)
- Les Années Twist (mise en scène de Roger Louret/ Folies Bergère)
- À travers chant (mise en scène de Roger Louret/ tournée en France)
- Les Z’années Zazous (mise en scène de Roger Louret/ Folies Bergère)

## Télévision
- Scooby-doo et le fantôme du théâtre (Kayenta Production)
- La Nuit de la chanson française (France 2)
- Les Années tubes (Gilles Amado)

## Auteur-compositeur-interprète
- Fête de la musique (Ville de Panama/ Panama)
- Festival de Monclar
- Casino de Paris, L’Alhambra
- Francofolies de La Rochelle, théâtre 14.
- Finale « Grand prix Claude Lemesle » (Théâtre de la porte Saint-Martin)
- Trianon, théâtre Michel Galabru et 5 Paris Etoile
- Le Sentier des halles, Connétable, Kibélé et dates en tournée